# Arquus Scarabée
Le Scarabée est un véhicule produit sur fonds propres par la société Arquus (anciennement RTD/Panhard/Acmat). Il est présenté officiellement par Arquus au salon Eurosatory 2018 et commercialisé depuis 2021. Successeur du CRAB, il devrait être économique, peu consommateur de carburant et adapté à l'usage des forces armées françaises.

## Caractéristiques
Le Scarabée emprunte nombre d’éléments du CRAB présenté en 2012 de la société Panhard absorbée par Arquus : 
- architecture de type « buggy » avec moteur arrière,
- forte motorisation, avec un moteur thermique de 300 ch, complété par un moteur électrique de 70 kW (100 ch) fonctionnant sur batteries Li-ion, permettant au véhicule de rouler une dizaine de kilomètres sur batterie ou d’intégrer des équipements électroniques consommateurs d’électricité,
- vitesse bridée électroniquement à 130 km/h,
- roues arrière directionnelles permettant un rayon de braquage très faible et de rouler « en crabe »,
- équipage de trois personnes avec un conducteur en position avant, bénéficiant de larges vitres disposées en U, et un binôme tireur / chef d’engin à l’arrière (jusqu'à 3 personnes à l'arrière pour le Scarabée),
- tourelle téléopérée, posée sur un toit plat,
- masse d'environ 8 tonnes[1].

Le Scarabée est toutefois plus haut que le CRAB : 2 mètres pour le Scarabée pour 1,80 mètre environ pour le CRAB, hors tourelle.
Surtout, la tourelle CPWS de CMI Défense, qui équipait le prototype du CRAB, a cédé la place aux tourelleaux HORNET d’Arquus : 
- la tourelle CPWS [2]d’environ 600 kg permet d’abriter des canons automatiques de calibres 20 à 35 mm, voire le CTA calibre de 40 mm, en plus d’une mitrailleuse 7,62 mm
- les tourelleaux Hornet[3]sont plus légers et offrent en armement principal la mitrailleuse Browning M2 HB de 12,7 mm, en service notamment dans l'armée française[4], ou le lance-grenades Heckler & Koch GMG de calibre 40 mm ; l’industriel affirme que les tourelleaux sont adaptables pour d’autres armes à la demande, notamment pour des canons automatiques de petit calibre[5]. Une couronne de pots lance-fumigènes peut aussi être installée dans les tourelleaux.